# Туберо-таламическая артерия
Парные (правая и левая) туберо-таламические артерии (лат. arteriae tubero-thalamicae dextra et sinistra) — это небольшие артерии, кровоснабжающие передний бугорок (передний туберкулюс) соответствующей половинки таламуса. Они являются ответвлениями задней мозговой артерии.